# Yueshan, Guangdong
Yueshan (kinesiska: 月山) är en köping i sydöstra Kina. Den ligger i Kaiping i staden Jiangmen i provinsen Guangdong, omkring 91 kilometer sydväst om provinshuvudstaden Guangzhou. Antalet invånare är 46 700. Befolkningen består av 22 843 kvinnor och 23 857 män. Barn under 15 år utgör 14,0 %, vuxna 15-64 år 75 %, och äldre över 65 år 9,0 %.